# Malope trifida
Malope trifida é uma espécie de planta com flor pertencente à família Malvaceae. 
A autoridade científica da espécie é Cav., tendo sido publicada em Diss. 2, Secunda Diss. Bot. 85 (t. 27, f. 2). 1786.

## Descrição
Histórica
A seguir apresenta-se a descrição dada por António Xavier Pereira Coutinho na sua obra Flora de Portugal (Plantas Vasculares): Disposta em Chaves Dicotómicas (1.ª ed. Lisboa: Aillaud, 1913):
Flores solitárias, grandes (4-5 cm), com pedicelo comprido; bractéolas do epicálice cordiforme-orbiculares, fortemente celheadas, bem com os segmentos lanceolados do cálice ; carpelos rugosos, glabros ; folhas com o pecíolo viloso e o limbo glabrescente, cordiforme, 3-lobado e irregularmente serrado. Planta de 2-5 dm, erecta, com o caule glabrescente ou peludo-áspero. Junho Arredores de Lisboa: entre a Ajuda e Queluz (rara).

## Portugal
Trata-se de uma espécie presente no território português, nomeadamente em Portugal Continental e no Arquipélago dos Açores.
Em termos de naturalidade é introduzida nas duas regiões atrás indicadas.

## Protecção
Não se encontra protegida por legislação portuguesa ou da Comunidade Europeia.